# International Speed Skating League

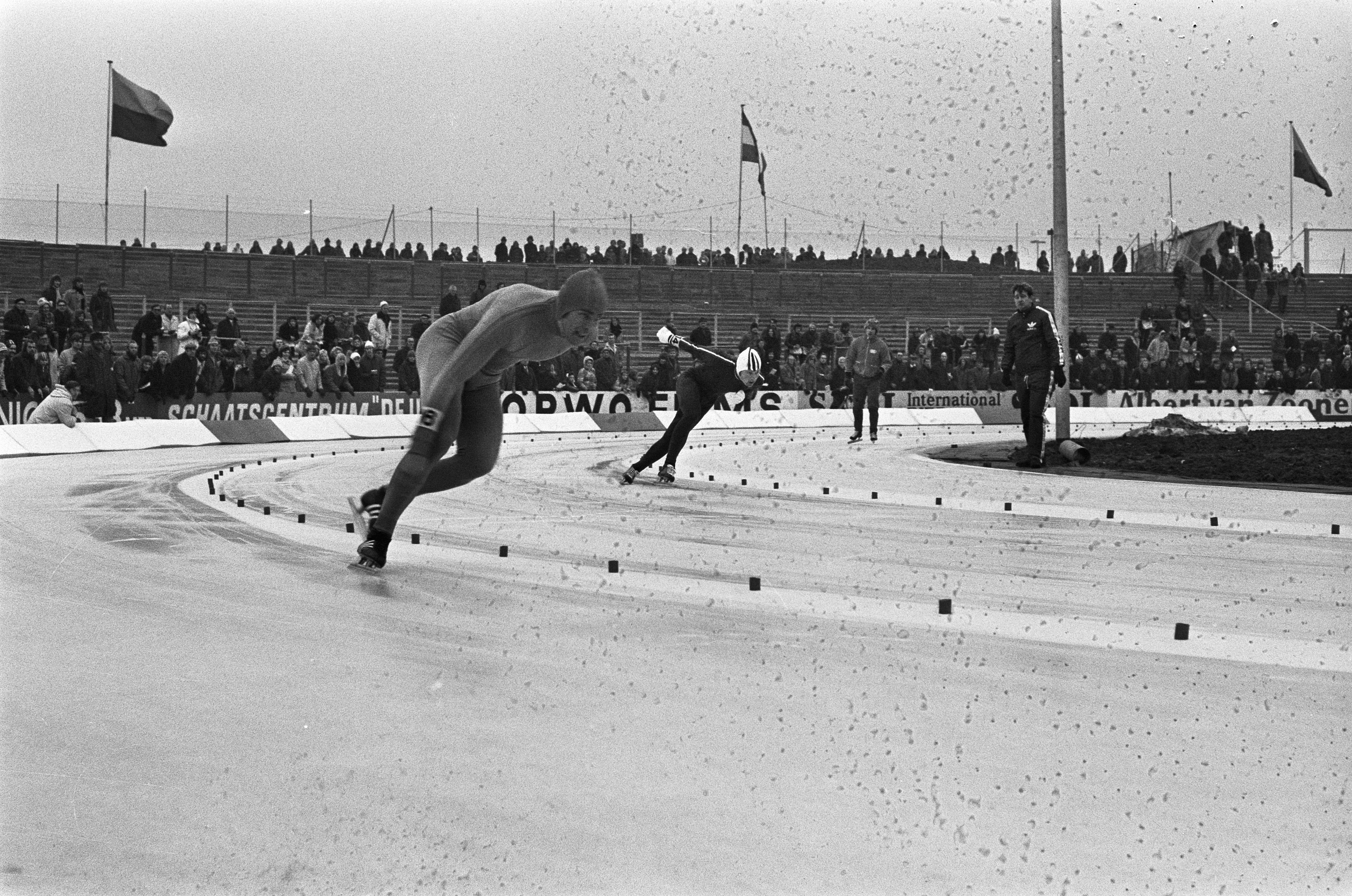
Ard Schenk (Vordergrund) und Willy Olsen beim ersten ISSL-Weltcup in Den Haag im Januar 1973

Die International Speed Skating League (ISSL) war eine kommerzielle, 1972 ins Leben gerufene Serie von Eisschnelllauf-Wettbewerben für Berufssportler, an der sich verschiedene prominente Athleten beteiligten. Als erste Profi-Wettkampfreihe stand das Projekt in Konkurrenz zu den von der International Skating Union (ISU) für Amateure ausgerichteten Wettbewerben. Zuschauermangel und der Widerstand der ISU ließen das Projekt nach einem Jahr pleitegehen. Für die Saison 1973/74 wurde unter dem Namen World Ice Sport Organization (WISO) eine Nachfolgeserie gestartet, die aber ebenfalls nach kurzer Zeit scheiterte.
Trotz ihrer Kurzlebigkeit stieß die ISSL auf ein großes Medienecho. Angesichts der späteren Entwicklung kann sie aufgrund ihrer Organisation als indirekter Vorläufer des 1985 eingeführten Eisschnelllauf-Weltcups gelten und stellt einen Schritt zur späteren Professionalisierung des Sportes dar.

## Ausgangssituation
Für den Eisschnelllauf galt in den 1970er Jahren wie für den gesamten olympischen Sport das Amateurstatut: Die Athleten durften für ihre sportlichen Auftritte keine Geldleistungen erhalten und auch keine Werbeverträge abschließen, andernfalls drohte ihnen – wie etwa dem alpinen Skirennfahrer Karl Schranz – der Ausschluss von Olympischen Spielen und unter Umständen auch von anderen Wettbewerben, die unter der Schirmherrschaft des jeweiligen Weltverbandes standen. Im Falle des Eisschnelllaufs war dies die Internationale Eislaufunion (International Skating Union, ISU), die bereits seit dem späten 19. Jahrhundert Weltmeisterschaften durchführte.

Trotz des Verbotes hatten Veranstalter und Athleten Wege gefunden, das Bezahlungsverbot zu umgehen: Der deutsche Olympiasieger Erhard Keller gab in späteren Interviews offen an, es habe beispielsweise bei Wettkämpfen in den Niederlanden eine „Tulpenzwiebel-Währung“ gegeben: 

„Irgendein Sponsor spendete für den Sieg oder den Weltrekord - ich sag' mal - zehn Zentner Tulpenzwiebeln, vom Feinsten, versteht sich. Am Ende der Veranstaltung machte dieser Sponsor den Rekordläufer mit einem professionellen Abnehmer für Tulpenzwiebeln bekannt und es wurde ein Preis in bar ausgehandelt.“

Diese Praktiken blieben den internationalen Verbänden nicht verborgen, nach den Olympischen Spielen 1972 drohte sowohl Keller als auch dem dreifachen Olympiasieger Ard Schenk aus den Niederlanden eine Sperre für zukünftige Amateurwettbewerbe.
In der Bundesrepublik Deutschland existierte seit 1967 die Sporthilfe, um Athleten finanziell zu fördern. Sportler anderer Länder – etwa die Niederländer – hatten diese Möglichkeit nicht. Der niederländische Trainer Leen Pfrommer gab an, dass seine besten Eisschnellläufer nur ein Tagesgeld von fünfzehn Mark erhielten, während der Umsatz der großen Veranstaltungen durch TV-Gelder bereits in Millionenhöhe ging.

## Entwicklung

### Aufbau des Teilnehmerfeldes

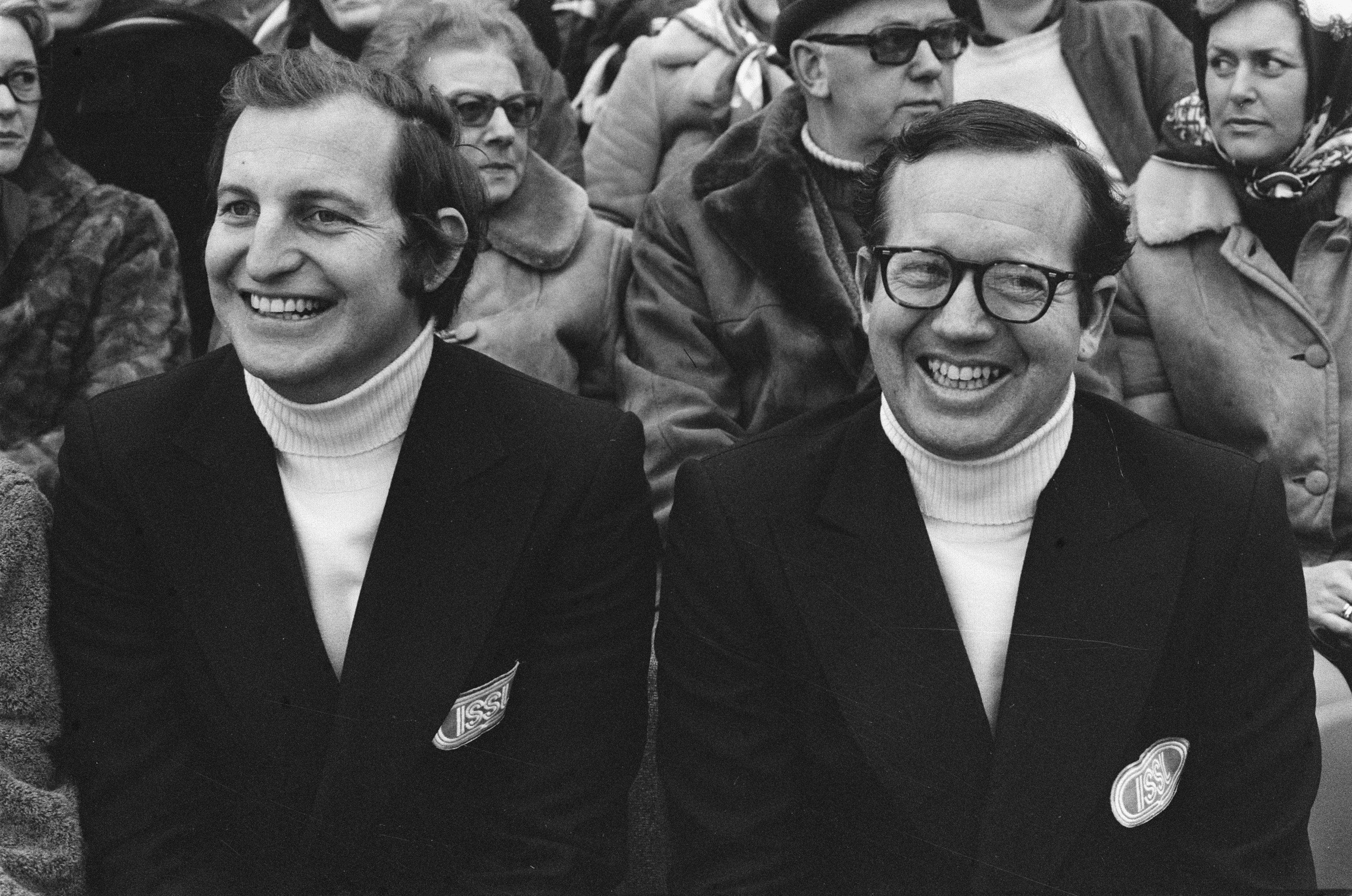
Zwei Vorstände der ISSL, rechts Neely

Im August 1972 präsentierte der schwedische Eisschnellläufer Jonny Nilsson, der 1964 olympisches Gold auf der 10.000-Meter-Distanz gewonnen hatte, gemeinsam mit dem US-amerikanischen Manager Edgar Neely die Idee einer Profiliga. Dahinter stand der Geldgeber William Moore aus den Vereinigten Staaten, der ein Grundkapital von umgerechnet 1,6 Millionen Deutscher Mark beisteuerte. Die somit ins Leben gerufene International Speed Skating League (ISSL) orientierte sich an dem Vorbild der nordamerikanischen Profiligen in anderen Sportarten (etwa NFL im American Football und MLB im Baseball). Dafür verpflichtete die ISSL insgesamt 16 internationale Athleten aus sechs verschiedenen Ländern, von denen ein Großteil Erfolge bei Olympischen Spielen und Weltmeisterschaften gefeiert hatte:
- Roar Grønvold (Norwegen): zwei olympische Silbermedaillen 1972 (1500 Meter / 5000 Meter)

- Bjørn Tveter (Norwegen)

- Willy Olsen (Norwegen)

- Ivar Eriksen (Norwegen): eine olympische Silbermedaille 1968 (1500 Meter)

- Ard Schenk (Niederlande): drei olympische Goldmedaillen 1972 (1500 Meter / 5000 Meter / 10.000 Meter) + Mehrkampfweltmeister 1970, 1971 und 1972

- Kees Verkerk (Niederlande): eine olympische Goldmedaille 1968 (1500 Meter) + Mehrkampfweltmeister 1966 und 1967

- Jan Bols (Niederlande)

- Eddy Verheijen (Niederlande)

- Johnny Höglin (Schweden): eine olympische Goldmedaille 1968 (10.000 Meter)

- Hasse Börjes (Schweden): eine olympische Silbermedaille 1972 (500 Meter)

- Ove König (Schweden): Vizeweltmeister im Sprintmehrkampf 1971

- Erhard Keller (Bundesrepublik Deutschland): zwei olympische Goldmedaillen 1968 und 1972 (500 Meter) + Sprintmehrkampfweltmeister 1971

- Leo Linkovesi (Finnland): Sprintmehrkampfweltmeister 1972

- Seppo Hänninen (Finnland)

- Neil Blatchford (Vereinigte Staaten): Vizeweltmeister im Mehrkampf 1968 und 1969

- Greg Lyman (Vereinigte Staaten)

Mit diesem Teilnehmerfeld gehörten alle noch aktiven (männlichen) Olympiasieger und Mehrkampfweltmeister der International Speed Skating League an. Sie disqualifizierten sich selbst damit für alle weiteren olympischen Wettbewerbe und von der ISU veranstalteten Weltmeisterschaften. Von den zu diesem Zeitpunkt noch aktiven Titelträgern fehlte lediglich der Russe Waleri Muratow, der 1970 Sprintweltmeister geworden war – die als Staatsamateure geltenden osteuropäischen Eisschnellläufer blieben der US-geprägten Serie fern.

### Ablauf der Saison 1972/73 und erster Konkurs

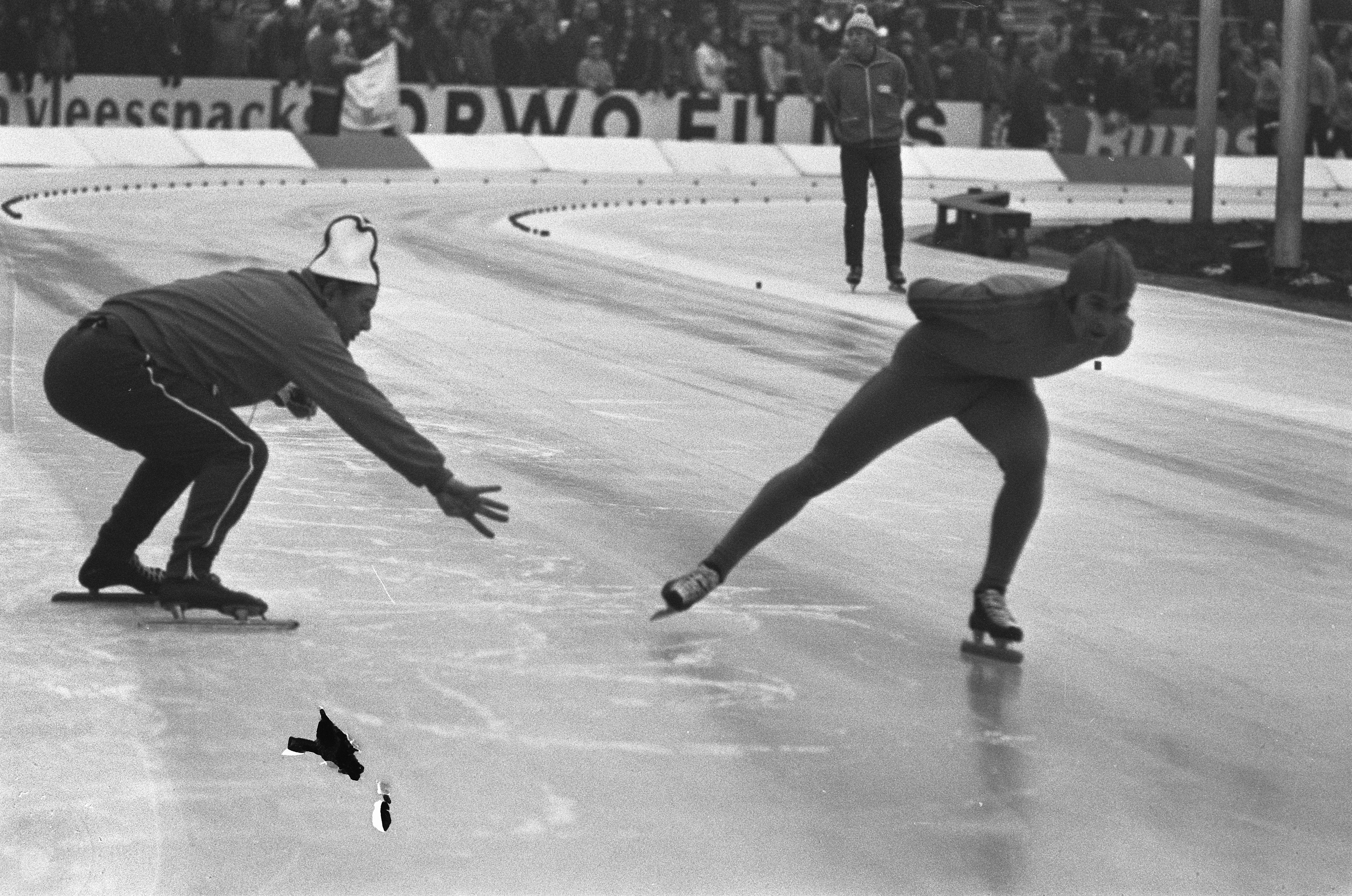
Rennszene beim ISSL-Weltcup in Den Haag mit Jan Bols

Als Wettkampfprogramm wurde eine Reihe von Einzelveranstaltungen, den sogenannten Weltcups, organisiert, die innerhalb von zwei Monaten auf verschiedenen Bahnen in den Niederlanden, Norwegen und Schweden stattfanden und an deren Ende ein als Weltmeisterschaft deklarierter Wettkampf in Göteborg stand. Bei jedem dieser Weltcups gab es voneinander getrennt einen Großen Vierkampf, bei dem die Athleten 500, 1500, 5000 und 10:000 Meter liefen sowie einen Sprint-Vierkampf über zweimal 500 Meter und zweimal 1000 Meter. Jeder Athlet erhielt pro Wettkampf eine garantierte Prämie, die nach oben gestaffelt war. So standen dem Sieger des Großen Vierkampfes pro Veranstaltung umgerechnet 34 000 Mark zu, dem Letztplatzierten 4700 Mark.
Im Großen Vierkampf zeigte sich Ard Schenk als dominierender Sportler: Er gewann sowohl die Auftaktveranstaltung in Den Haag als auch später den zur Europameisterschaft erklärten Wettbewerb im norwegischen Skien sowie die Weltmeisterschaft in Göteborg. Bei den Sprintern sicherte sich Hasse Börjes den Titel des Profi-Welt- und Europameisters, auch Erhard Keller startete erfolgreich.
Aus finanzieller Sicht waren die Wettbewerbe ein Verlustgeschäft: Bereits bei der Eröffnung in Den Haag erschienen statt der erwarteten 50.000 Besucher lediglich 15.500, bei der Europameisterschaft in Skien waren es gar nur 2000. Als erschwerendes Problem kam hinzu, dass die ISU versuchte, die Konkurrenzserie zu unterbinden, indem sie Veranstaltern, die ihre Bahnen für Profi-Wettkämpfe öffneten, drohte, auf diesen Strecken in Zukunft keine internationalen Meisterschaften mehr auszurichten. Dem fügte sich etwa der Bahnbetreiber der einzigen deutschen Kunsteisbahn in Inzell: „Wir müssen Rücksicht auf die Amateure nehmen, denn andernfalls würden wir ihnen möglicherweise die Basis entziehen.“ Mit Inzell, Davos und Alma-Ata galt für die drei Strecken ein Startverbot für Profis, auf denen in den Vorjahren ein Großteil der für die Zuschauer besonders attraktiven Weltrekorde aufgestellt wurde. Am Ende der Saison konnte die ISSL gegenüber den Sportlern ihren vertraglichen Verpflichtungen nicht mehr nachkommen und meldete im Juli 1973 Konkurs an.

### Neugründung als WISO und erneutes Scheitern
Als Reaktion auf die ISSL-Pleite entschied sich eine Gruppe um den Direktor der Haager Kunsteisbahn Jan Klok zur Neugründung einer ähnlichen Serie unter dem Namen World Ice Sport Organization (WISO): Man sei weiterhin davon überzeugt, dass es „eine Lücke für eine Organisation von Eisschnelllauf-Profis“ gebe und werde den zweiten Versuch mit bescheideneren Plänen und deutlich reduziertem Preisgeld angehen. Nahezu alle Teilnehmer der ISSL gingen auch in der WISO an den Start, deren Kalender aus vier Großen Preisen und sieben kleineren Veranstaltungen bestehen sollte. Um die Läufe für Sponsoren attraktiver zu gestalten, wurden die Rennanzüge mit Werbung bedruckt. Auch die WISO stieß jedoch auf die gleichen Schwierigkeiten wie die ISSL, zog kaum Zuschauer an und konnte versprochene Prämien nicht auszahlen. Sowohl Ard Schenk als auch Erhard Keller zogen sich vor dem Saisonende zurück, die WISO wurde noch vor den angekündigten Abschlusswettkämpfen im Februar 1974 aufgelöst, nachdem Bjørn Tveter (im Großen Vierkampf) und erneut Hasse Börjes (im Sprint-Vierkampf) die zweiten Europameister geworden waren. Damit war das Projekt einer Profiserie im Eisschnelllauf vorerst gescheitert.

## Einschätzungen

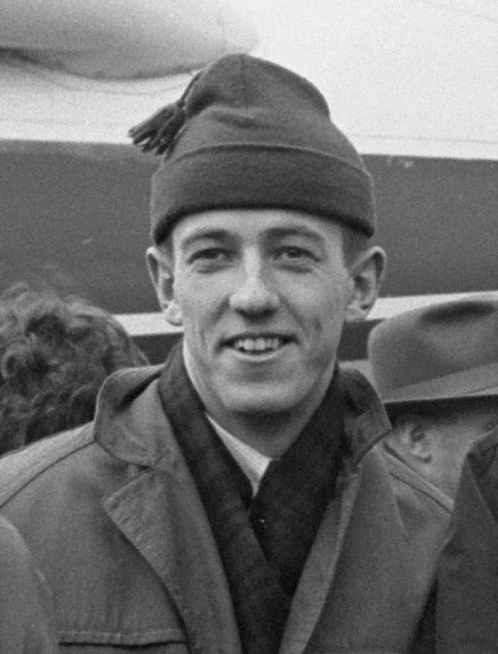
Jonny Nilsson (Bild von 1962), Mitbegründer der ISSL

Als Motivation für die Gründung der ISSL gab Jonny Nilsson später an, er habe damit auf die „Heuchlerei“ im Amateursport reagieren wollen, da man auch zu seiner aktiven Zeit heimlich tausend Dollar bekommen habe. Im Nachhinein habe ihm IOK-Präsident Juan Antonio Samaranch – unter dessen Präsidentschaft die Amateurregelung 1981 abgeschafft wurde – gedankt, dass die ISSL diesbezüglich einen Reformanstoß gegeben habe. Anfangs hoffte Nilsson, mit der ISU einen Deal abzuschließen: Da der Weltverband große Summen in die Amateure investiert habe, wolle man ihn bezahlen, wenn im Gegenzug Sportler in die Profiliga wechseln würden.
Aus dem Amateurlager kam von Beginn an große Kritik an der Profiliga, vor allem von den nationalen Verbänden, die der ISU unterstellt waren: Der norwegische Verband (Norges Skøyteforbund, NSF) kämpfte zum einen um die Beibehaltung seiner Monopolstellung, sorgte sich zum anderen aber auch ehrlich um die Wertbasis des Sports. Der westdeutsche Funktionär Ludwig Schwabl zeigte sich besorgt, dass „der professionelle Eislauf alles um Jahre zurückwirft“ – nahezu die gesamte Weltelite hatte dem Amateurtum den Rücken gekehrt –, wollte aber vor allem den Konflikt zwischen ISU und den Profis „begrenzt halten“. Die Leistungen bei den Profiwettkämpfen waren zwar insgesamt höher einzuschätzen als bei den Amateuren, das Publikum war dennoch bei den vom Weltverband organisierten Rennen stärker vertreten. Als Grund dafür vermutete der niederländische Amateurtrainer Leen Pfrommer, dass das Teilnehmerfeld der Profis zu klein sei, „um großen Veranstaltungen Farbe zu geben“. Zudem seien die einheimischen Eisschnelllauffans sehr auf die Unterstützung ihrer Landsleute bedacht: „Zweitklassige Holländer sind ihnen immer noch lieber und attraktiver als ausländische Weltklassesprinter.“
Seitens der Profis herrschte ein geteiltes Echo. Der amtierende 500-Meter-Olympiasieger Erhard Keller gab im Februar 1973, unmittelbar nach den Auftaktveranstaltungen, an, für ihn habe sich die Teilnahme an der ISSL bereits gelohnt: „In Den Haag […] habe ich an einem Wochenende so viel verdient wie mir früher die Sporthilfe in vier Jahren gab.“ Ard Schenk zeigte sich insbesondere frustriert über die geringe Zuschauerzahl und meinte, vom eigentlichen Wettkampf her sei alles gut verlaufen, organisatorisch hingegen nicht. Im Nachhinein fiel auch Kellers Rückblick negativer aus, in einem späteren Interview gab er an, die Teilnahme an der Profi-Liga sei „letztlich dann doch ein Flop“ gewesen. Er bemühte sich später um Reamateurisierung, um 1976 erneut an den Olympischen Spielen teilnehmen zu dürfen, diese blieb ihm aber seitens der ISU versagt. Kees Verkerk schließlich beklagte, dass die Manager wenig sportlichen Sachverstand besessen hätten. Er zeigte sich außerdem überzeugt, dass die ISSL die Sportler um einen Großteil der Einnahmen betrogen hätte, es müsse jemand „auf unserem Rücken ziemlich reich geworden sein“.
In Rückblicken auf die ISSL wurden teilweise historische Stränge zu neueren Entwicklungen gezogen: Etwa ein Jahrzehnt nach dem Scheitern des ersten Ligawettbewerbs im Eisschnelllauf gründete die ISU selbst 1985 den Eisschnelllauf-Weltcup, in dem die Sportler Rennen in sieben Ländern bestritten und dabei Weltcuppunkte sammelten, die am Ende zu einem Gesamtergebnis addiert wurden. In den 1990er Jahren erhielt Rintje Ritsma als erster prominenter niederländischer Eisschnellläufer einen Sponsorenvertrag. Angesichts dieser Entwicklungen könne man das Fazit ziehen, die ISSL bzw. die WISO seien eine „mutige und innovative Idee“ gewesen, deren Zeit in den 1970er Jahren allerdings noch nicht gekommen wäre.